# Oliviero Twist
Oliviero Twist (Oliver Twist)  è un film muto americano del 1922, diretto da Frank Lloyd e interpretato da Jackie Coogan.
Nel 1922 erano ormai già numerose le versioni cinematografiche tratte dall'omonimo romanzo di Charles Dickens, l'ultima delle quali era stata quella americana del 1921 con il diciannovenne Harold Goodwin nella parte di Oliver Twist.
Se era ormai diventato impensabile assegnare la parte di Oliver ad un'attrice com'era stata la regola anche in tutte le prime versioni cinematografiche, il cinema americano non aveva ancora trovato l'attore bambino a cui affidare l'impegnativo ruolo. Lo strepitoso successo ottenuto da Jackie Coogan ne Il monello di Charlie Chaplin lo rese l'ovvia scelta per una nuova produzione in cui la piccola star raccoglierà un altro trionfo affiancato da un altrettanto memorabile Lon Chaney (Fagin) e da un cast d'eccezione.
Il successo fu tale che fino all'avvento del sonoro nessuna altra versione cinematografica del soggetto sarà prodotta negli Stati Uniti.

## Trama
A Londra, un orfanello viene preso nella banda del crudele e meschino Fagin.
Dopo mille peripezie, Oliver riuscirà ad avere una vera famiglia, adottato da Brownlow.

## Produzione
Il film fu prodotto dalla Jackie Coogan Productions, una compagnia formata nel 1921 che chiuse nel 1925. Era stata creata per produrre i film interpretati da Jackie Coogan, diventato una star dopo il successo planetario ottenuto nel 1921 con Il monello di Charlie Chaplin.

## Distribuzione
Distribuito dalla First National Pictures, il film uscì nelle sale cinematografiche statunitensi dopo una prima tenuta a New York il 30 ottobre 1922.
Copie della pellicola sono conservate presso la Film Preservation Associates e in collezioni private.

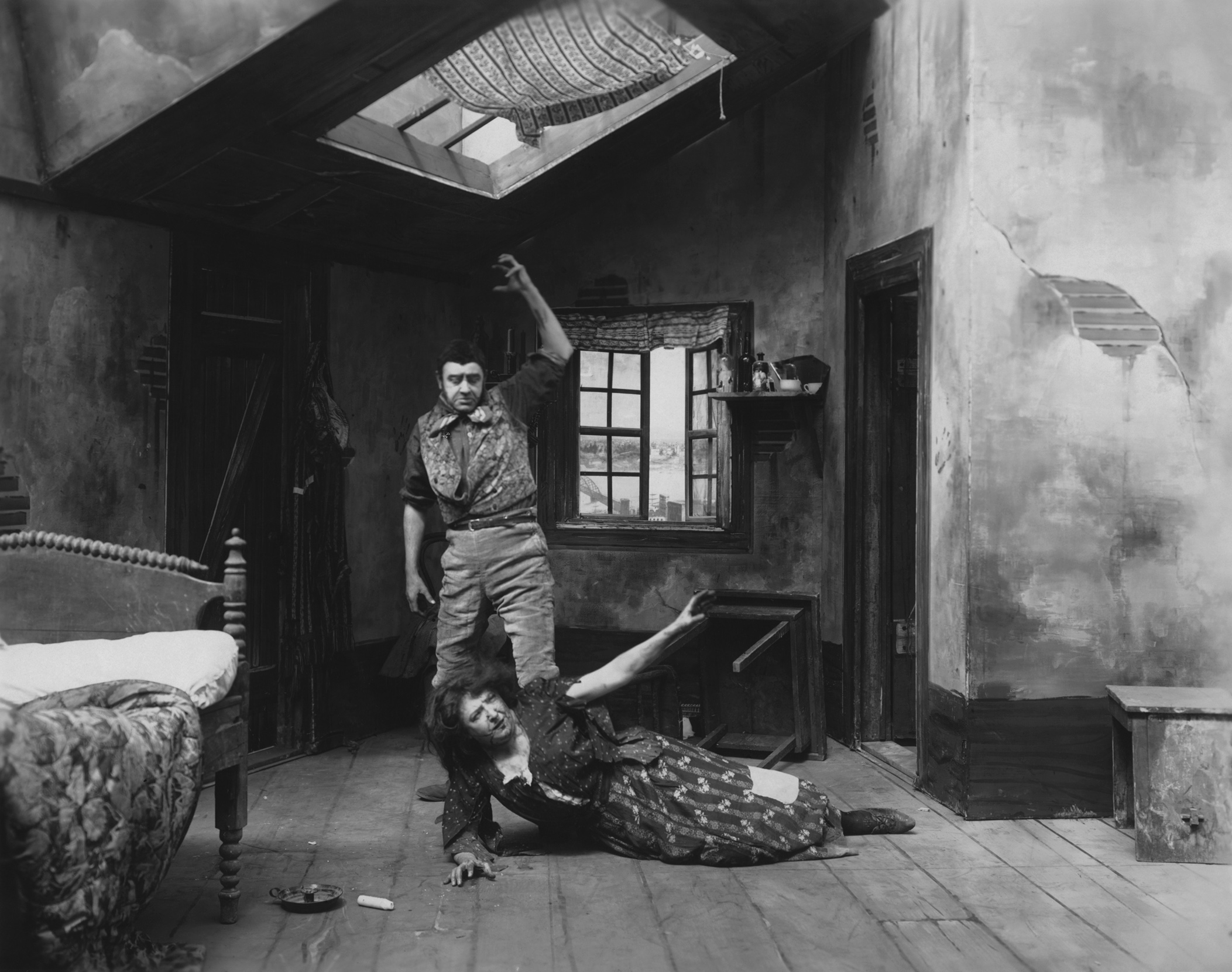
James A. Marcus e Aggie Herring